# Strymon mardinus
Strymon mardinus är en fjärilsart som beskrevs av Van Oorschot, van den Brink och Van Oorschot 1985. Strymon mardinus ingår i släktet Strymon och familjen juvelvingar. Inga underarter finns listade i Catalogue of Life.